# 드림파이
드림파이는 대한민국의 인디 록밴드이다. 
드림파이(Dreampie)는 꿈(Dream)과 파이(π)를 합쳐 "무한한 꿈을 꾸자" 라는 뜻의 밴드이다.
모든 세대가 공감할 수 있는 꿈, 희망, 평화, 용기, 사랑, 불안 등을 주제로 하여 듣는 이로 하여금 위로의 손길을 건네고 있다.

## 음반 목록

### EP
- 〈바이바이 고민아〉(2025)

### 싱글
- 〈닭이 알을 낳듯이〉(2024)
- 〈백 투 더 퓨처〉(2024)
- 〈어젯밤 너의 전화를 받고〉(2024)
- 〈어른이 돼도 연습인 거야〉(2024)
- 〈우주 라이크 드림〉(2024)